# George Frazier
George Frazier (Oklahoma City, Oklahoma; 13 de octubre de 1954 – Tulsa, Oklahoma; 19 de junio de 2023) fue un beisbolista estadounidense que jugó diez temporadas con seis equipos en la MLB en la posición de pitcher de relevo y ganó la Serie Mundial de 1987.

## Carrera
Jugó para los Milwaukee Brewers en 1977 y fue cambiado a los St. Louis Cardinals durante el invierno de 1977 por Buck Martinez. Con St Louis jugó tres temporadas y pasó a los New York Yankees, donde perdió tres partidos en la Serie Mundial de 1981, algo que en ese entonces solo había hecho Lefty Williams.
Jugó para los Chicago Cubs de 1984 a 1986 para luego jugar para los Minnesota Twins, equipo con el que ganó la Serie Mundial de 1987 y se retiraría al finalizar la temporada.
Tuvo un récord de 35-43 con efectividad de 4,20 y registró 449 ponches.

## Tras el retiro
En 1993 fue analista de deportes para los Minnesota Twins y para los Colorado Rockies de 1998 a 2015. Posteriormente trabajó para FOX Sports durante las transmisiones de los partidos de béisbol en la Big 12 Conference.

## Vida personal
Tuvo tres hijos, Matthew Frazier es detective para el Tulsa Police Department y apareció en el programa de televisión de A&E llamado The First 48. Su otro hijo, Parker Frazier, fue elegido en la octava ronda del Draft de la MLB de 2007 por los Colorado Rockies. Su hija Georgia Frazier, ganó el premio Miss Oklahoma 2015.

## Muerte
Frazier murió el 19 de junio de 2023 en Tulsa, Oklahoma a los 68 a causa de una enfermedad.